# Vito Mancuso
Vito Mancuso (Carate Brianza, 9 dicembre 1962) è un teologo italiano.
È stato docente di teologia presso la Facoltà di filosofia dell'Università Vita-Salute San Raffaele di Milano dal 2004 al 2011. Dal 2013 al 2014 è stato docente di "Storia delle Dottrine Teologiche" presso l'Università degli Studi di Padova. Dal 2019 insegna presso il master di Meditazione e neuroscienze dell'Università degli Studi di Udine. Dal 2009 al 2017 ha collaborato con il quotidiano La Repubblica. Dal 2022 è editorialista per La Stampa.

## Biografia
Nato il 9 dicembre 1962 a Carate Brianza da genitori siciliani, è dottore in teologia sistematica. Dei tre gradi accademici del corso teologico, ha conseguito il Baccellierato presso la Facoltà teologica dell'Italia settentrionale di Milano, la licenza presso la Pontificia facoltà teologica dell'Italia meridionale San Tommaso d'Aquino di Napoli, il dottorato a Roma presso la Pontificia Università Lateranense.
Dopo il liceo classico statale a Desio, allora in provincia di Milano, ha iniziato lo studio della teologia nel Seminario arcivescovile di Milano (sede di Saronno per il biennio filosofico e sede di Venegono Inferiore per il triennio teologico). Al termine del quinquennio è stato ordinato sacerdote dal cardinale Carlo Maria Martini nel Duomo di Milano il 7 giugno 1986, all'età di 24 anni. A distanza di un anno, ha chiesto di essere dispensato dall'attività pastorale e di dedicarsi solo allo studio della teologia.
Dietro indicazione del cardinal Martini ha vissuto due anni a Napoli presso il teologo Bruno Forte (attuale arcivescovo di Chieti-Vasto), conseguendo in quella città il secondo grado accademico.
Ha quindi iniziato a lavorare in editoria (Edizioni Piemme, Arnoldo Mondadori Editore, Edizioni San Paolo ancora Mondadori) proseguendo nel frattempo lo studio della teologia per il terzo e conclusivo grado accademico, il dottorato, conseguito nel 1996 con il punteggio di 90/90 summa cum laude, discutendo una tesi dal titolo La salvezza della storia. La filosofia di Hegel come teologia, primo relatore Piero Coda, difesa il 29 febbraio 1996, e pubblicata nell'aprile dello stesso anno col titolo Hegel teologo e l'imperdonabile assenza del Principe di questo mondo.
Ricevuta la dispensa papale dal celibato e essendo dimesso dallo stato clericale, si è sposato nella parrocchia milanese di Santa Maria del Suffragio con Jadranka Korlat, ingegnere civile serbo-croata. Dal matrimonio sono nati un figlio nel 1995 e una figlia nel 1999.
Durante la Gran Loggia 2018 del Grande Oriente d'Italia intitolata Liberi di conoscere ha condotto una riflessione sul tema de La costruzione del tempio interiore.

## Pensiero
Nei suoi scritti Vito Mancuso dichiara di non accettare alcuni dogmi della fede cattolica: l'origine dell'anima come creata direttamente da Dio al momento del concepimento umano senza nessun concorso dei genitori; il peccato originale come stato di inimicizia con Dio nel quale nasce ogni essere umano a causa del peccato di Adamo; la risurrezione dei corpi nel giorno del giudizio universale e la loro sussistenza eterna; la dannazione eterna dell'inferno come insuperabile stato di inimicizia in cui sono destinate irrimediabilmente separate da Dio le anime e i corpi dei malvagi.
Anche altri asserti dottrinali vengono messi in dubbio nel suo pensiero, in particolare il legame morte-peccato, che viene negato riconducendo la morte non al peccato ma alla natura stessa dell'essere creato, e la salvezza come redenzione mediante la morte e risurrezione di Cristo, che viene negata legando la salvezza eterna non a un singolo evento storico ma alla vita buona e giusta così da poter includere i giusti di tutti i tempi e di tutti i luoghi, compresi gli atei e gli agnostici, in perfetta coerenza (secondo Mancuso) con l'insegnamento fondamentale di Gesù quale emergerebbe dai vangeli.
In ambito etico Vito Mancuso si è dichiarato a favore di: contraccezione, fecondazione assistita, principio di autodeterminazione per il fine vita, donazione alla ricerca delle cellule staminali embrionali derivate da fecondazione assistita.

### La teologia della relazione
Vito Mancuso individua nella logica relazionale il principio che muove l'essere-energia e quindi la prospettiva a partire dalla quale guardare il mondo, che è definibile come teologia della relazione in cui il Cristo è il paradigma della perfetta relazionalità, pienamente verticale come amore per Dio in quanto origine e meta dell'essere, e pienamente orizzontale come amore per il prossimo e per ogni frammento di essere, ed è il simbolo che manifesta come la relazione più alta sia l'amore, nonché la promessa e la speranza che il compimento della logica relazionale che informa l'essere-energia sarà l'amore. Secondo questa logica il destinatario privilegiato della teologia deve diventare la vita concreta degli uomini ed essa si compie solo contribuendo a condurre gli uomini all'unione con Dio, alla santità ponendosi al servizio dell'esperienza spirituale. 
Il senso della dottrina cristiana su Dio in quanto Trinità consiste nel primato della relazione rispetto alla sostanza. Non ci sono prima le tre persone e poi l'unica divinità, ma c'è prima l'unica divinità che, essendo in se stessa relazione, genera le persone dal suo intrinseco e originario movimento relazionale, le quali, insegna san Tommaso d'Aquino, vanno intese come "relazioni sussistenti". È in questo senso che si comprende anche che Dio è amore, essendo l'amore l'espressione più intensa della relazionalità.

### Rapporto Dio-mondo
Dopo la dissoluzione nel Novecento delle tradizionali teologie della natura e della storia, secondo Vito Mancuso oggi il compito più importante della teologia consiste nel rendere di nuovo concepibile il rapporto Dio-mondo, più in particolare l'azione di Dio nel mondo. L'azione divina va concepita come una e unica, identica da sempre a se stessa, perché in Dio non ci sono mutazioni. L'impassibilità divina sostenuta dalla teologia classica è da intendere come azione permanente, senza variazioni. Se qualcosa muta nella relazione Dio-mondo, non è perché Dio intervenga operando qualcosa di particolare, è il mondo a mutare e ad evolversi, e la sua evoluzione fa mutare il rapporto con Dio. L'evoluzione del polo mondo muta il rapporto bipolare Dio-mondo. Il mondo creato continuamente dall'unica e incessante azione divina in quanto natura naturans, va prendendo consapevolezza nella mente umana della sua unione con il creatore. La logica che guida l'organizzazione progressiva del mondo è il Logos divino, il Verbo come attività continuamente creatrice, sempre all'opera al lavoro.

### Cristologia
I titoli di Logos e di Verbo si applicano a Gesù di Nazaret in senso pieno, in quanto in lui l'eterna relazione di Dio col mondo ha avuto la sua massima consapevolezza soggettiva (“io e il Padre siamo una cosa sola”) e la sua massima manifestazione ontologica (nel porre l'amore quale essenza di Dio). Per Vito Mancuso, però, le qualifiche di Logos e di Verbo non appartengono in modo esclusivo a Gesù: vi sono stati altri fenomeni storici nei quali la continua comunicazione di Dio è giunta a prendere coscienza di sé come Logos o Verbo o Cristo. Cristo è maggiore di Gesù, benché la pienezza del Cristo coincida con la vita umana di Gesù.

### Soteriologia
Per Vito Mancuso, la salvezza è presente da sempre nella creazione e nella sua logica relazionale, seguendo la quale, immessa continuamente dall'incessante azione divina e praticandola concretamente, gli uomini divengono giusti, cioè partecipi di una dimensione più ordinata dell'essere. Tale dimensione è la porta escatologica a una vita al di là di questa, denominata dalla tradizione come vita eterna. Si tratta, quindi, di rifondare la soteriologia pensando la salvezza non più come redenzione legata a un singolo evento storico (morte e resurrezione del Cristo) ma come risultato del lavoro secondo giustizia, tornando all'annunzio originario di Gesù “cercate prima il regno di Dio e la sua giustizia”. La salvezza è presente da sempre nella creazione grazie al fatto che la creazione viene da Dio mediante il Logos, e in questo senso il Cristo «per quem omnia facta sunt, come dice il Credo» è il salvatore di tutto il genere umano. Questa unione intima tra Dio e gli uomini esclude ogni concetto di colpa e di peccato originale. Non c'è alcuna colpa dell'uomo che ha causato la redenzione divina in Cristo. C'è piuttosto l'energia caotica della libertà che ha bisogno di essere ordinata e disciplinata per diventare volontà di bene e di giustizia. Quando la libertà viene disciplinata grazie al fascino che l'idea del bene esercita su di lei, essa si esprime come giustizia e ottiene la vita, perché “chi pratica la giustizia si procura la vita” (Proverbi 11,19).
La salvezza è concepita come un fatto essenziale alla creazione di Dio, poiché è opera mediata dal Verbo, che nella tradizione cristiana è identificato con Gesù. L'assenza di peccato originale e la partecipazione privilegiata del genere umano alla natura divina del creato, in quanto primo destinatario del messaggio e del sacrificio redentore di Cristo, fanno sì che la salvezza eterna sia possibile per qualsiasi fede religiosa: buddhista, cattolica, ebraica, musulmana, hindù così come l'appartenenza massonica. 

La formazione religiosa costituisce le "colonne del tempio esteriore" che alcune persone scelgono di replicare con continuità anche come proprio "tempio interiore". La scelta più opportuna secondo il teologo, condivisa dall'insegnamento massonico, è quella dello spirito critico e antidogmatico nei confronti di quanto appreso nel tempio esteriore, che permette l'elaborazione di una sintesi -singolare e/o collettiva- in senso hegeliano nella quale il tempio esteriore non viene negato dal tempio interiore, ma resta come tolto (aufheben), vale a dire conservato e integrato in un più elevato punto di conoscenza della bellezza della verità divina nel creato e di pratica del bene e della giustizia.
Le tipologie di tempio esteriore, che non sono presentate come alternative mutuamente esclusive, ammettono in linea teorica e in prospettiva futura, che l'elaborazione salvifica, personale o collettiva, possa produrre un modello di tempio interiore anche unitivo di credi storicamente ritenuti divergenti, se non tra loro incompatibili. Ad esempio, dal punto di vista cristiano, può venire a cadere la fede nell'esclusività salvifica di Cristo.

### L'armonia e la bellezza come fede filosofica
In generale il pensiero di Vito Mancuso si può connotare come evoluzionismo teologico, o, dal punto di vista filosofico, come emergentismo. È un pensiero che si nutre della convinzione di una progressiva evoluzione dell'essere (come hanno visto Hegel, Bergson, Whitehead, Teilhard de Chardin), la quale però avviene mediante crisi, negazioni, contraddizioni, antinomie (come hanno visto Platone, Blaise Pascal, Immanuel Kant, Simone Weil). Vito Mancuso ritiene che l'autentica dimensione religiosa consiste propriamente in questo tentativo di realizzare l'armonia di fronte alle brutture del mondo. Si tratterà di una realizzazione a volte serena, a volte tragica, ma in ogni caso la fede religiosa deve essere portatrice di una grande fiducia verso la vita, verso il suo valore, verso la sua sensatezza, verso la grandezza e la bellezza di essere uomo, in quanto libertà che sa scegliere il bene e la giustizia. In questa prospettiva, la religione diviene un inno esistenziale al senso totale della vita.
Nel corso di una giornata di riflessione organizzata dal Grande Oriente d'Italia all'Abbazia di San Galgano a luglio del 2019, Mancuso ha sintetizzato l'esistenza di quattro tipi di messaggio e di tre tipologie di bellezza. I messaggi vengono distinti in:
- un messaggio rivelato da Dio (ritenuto autentico, vero) o da entità soprannaturali (teismo, proprio delle religioni)
- la persuasione dell'assenza di un messaggio (ateismo), che si attende dal futuro «solo fame e paura»
- il dubbio sul messaggio (agnosticismo)
- un messaggio dipendente dall'individuo (fede filosofica).

Mancuso ha dichiarato di aderire a quest'ultima, alla fede filosofica dipendente dall'individuo il cui oggetto è una bellezza di triplice forma:
- bellezza fisica della Natura, originata dal Mondo,
- bellezza morale delle azioni più elevate e delle persone più luminose, originata dall'Umanità,
- bellezza spirituale, originata dall'arte.

Citando il cardinale Martini, del quale era stato estimatore, ha ricordato che lo stupore davanti alla bellezza del creato è un comune sentire di credenti e dei non credenti. Mancuso ha proseguito che condizioni necessarie e sufficienti della bellezza, che la generano e sostengono, sono:
- l'armonia interiore che nasce dall'equilibrio e conciliazione di amore e forza,
- l'armonia esteriore con la comunità che necessita del riconoscimento del giusto valore alle ragioni altrui,
- l'armonia esteriore con l'ambiente che è equilibrio e conciliazione dei fondamentali diritti al lavoro e alla salute. Il primo dei due è ritenuto inalienabile.

### Metodo
Per quanto concerne il metodo, più volte Vito Mancuso si è dichiarato favorevole al superamento del principio di autorità, che a suo avviso domina ancora oggi nella maggioranza delle menti dei credenti cristiano-cattolici, per l'instaurazione di ciò che egli definisce “teologia laica”, ovvero di un lavoro teologico per il quale l'istanza conclusiva non è l'autorità magisteriale della dottrina stabilita, ma la coerenza del pensiero rispetto all'esperienza concreta a livello oggettivo e l'onestà intellettuale a livello soggettivo. Ciò comporta il passaggio dal principio di autorità al principio di autenticità, ovvero il superamento dell'equazione "verità = dottrina" per porre invece "verità > dottrina". Questa prospettiva è contenuta anche nella Bibbia, per la quale la verità è anche qualcosa di vitale che riguarda la vita concreta degli uomini. In questo orizzonte l'esperienza spirituale ha più valore della dottrina, il primato non è della dogmatica ma della spiritualità, e i veri maestri della fede non sono i custodi dell'ortodossia ma i mistici e i santi (alcuni dei quali formalmente eterodossi come Meister Eckhart e Antonio Rosmini). Ne viene che un'affermazione dottrinale non sarà vera perché corrisponde a qualche versetto biblico o a qualche dogma ecclesiastico, ma perché non contraddice la vita, la vita giusta e buona. Si tratta di passare dal sistema chiuso e autoreferenziale che ragiona in base alla logica "ortodosso-eterodosso", al sistema aperto e riferito alla vita che ragiona in base alla logica "vero-falso", e ciò che determina la verità è la capacità di bene e di giustizia. Così la teologia diviene autentico pensiero del Dio vivo, qui e ora.

### Emergentismo
Mancuso segue la corrente dell'emergentismo che ha una visione evoluzionista dell'essere, nel senso che intende per evoluzione non solo il processo che riguarda la filogenesi, cioè l'origine delle specie, ma anche quello che riguarda l'ontogenesi, cioè la formazione del singolo individuo in tutte le sue dimensioni, qui e ora. Vede l'emergere dell'essere dal basso in un processo di sempre maggiore complessità, che crea la differenza dei fenomeni, i quali non sono la somma delle loro componenti materiali, c'è sempre un di più, costituito dal lavoro. Siamo lontani dalla prospettiva tradizionale che fa discendere l'anima dall'alto creata direttamente da Dio senza concorso dei genitori.
L'emergentismo ha fiducia nella realtà, crede che essa così come si presenta sia vera e che per capirla non sia necessario smontarla, cosa che può essere utile, ma non è la via per comprenderla nella sua verità ultima che si può cogliere solo nella interezza, integralità, unitarietà. Nessun ente può venire all'essere e rimanervi senza materia, ma se lo si vuole comprendere per quello che è, non lo si può ridurre ai suoi elementi materiali perché ogni ente non è fatto solo di essi, come la torta non è fatta solo dei suoi ingredienti, c'è in più il lavoro che fa la differenza. Ciò vale per ogni ente, secondo il principio base: “L'insieme è maggiore della somma delle parti”. 
Proprio perché scaturisce dal lavoro ogni ente è qualcosa di unico, nessun fenomeno è esattamente lo stesso di un altro, ognuno è se stesso. E più si sale nell'organizzazione dell'essere, più questa prospettiva è valida”. L'uomo è il livello più alto del lavoro dell'essere-energia, è individuo, non ulteriormente divisibile. Non lo sono neanche due gemelli monozigotici che hanno identico solo il patrimonio genetico, non la personalità, non la loro “anima”. 
Questa prospettiva parte dalla vita biologica ma non si ferma ad essa, perché l'evoluzione è un progressivo incremento della complessità e della capacità della vita di giungere fino all'autocoscienza e alla dimensione spirituale, cioè alla libertà e alla sua capacità di produrre il nuovo. Questa visione rende ragione del movimento dinamico della vita, pone armonia e unità tra la dimensione della materia e la dimensione dello spirito, è una modalità di guardare al mondo non in modo dualistico ma unitario, aiuta a ritrovare la comunione con la natura.

## Critiche

### Critiche teologiche
Per la rivista dei gesuiti La Civiltà Cattolica, Vito Mancuso arriva "a negare o perlomeno svuotare di significato circa una dozzina di dogmi della Chiesa cattolica", finendo così per alimentare la confusione. La rivista (in un articolo del febbraio 2008 firmato da padre Corrado Marucci, a cui Vito Mancuso ha replicato con un articolo pubblicato sul Foglio del 10 febbraio 2008) continua dicendo che la teologia laica di Vito Mancuso parte "da premesse filosoficamente non corrette e trascura i dati biblici" per finire in una sorta di razionalismo. Anche L'Osservatore Romano è intervenuto con un articolo altrettanto critico a firma dell'arcivescovo Bruno Forte, già docente di Mancuso durante gli studi per la Licenza, a cui Vito Mancuso ha replicato con un articolo pubblicato sul Foglio del 17 febbraio 2008.
Molti altri interventi critici sono stati condotti contro il pensiero di Mancuso, in particolare da Gianni Baget Bozzo, che ha parlato della teologia mancusiana in termini di "destino gnostico". 
A tale proposito occorre segnalare anche un intervento su Famiglia Cristiana da parte di Enzo Bianchi, priore della comunità di Bose, che pure ha attribuito al pensiero di Mancuso la qualifica di gnosticismo, provocandone una replica sulla Repubblica (28 aprile 2009), cui è seguita una controreplica di Bianchi sulla Stampa (3 maggio 2009).
Anche il presidente dell'Associazione Teologica Italiana, Piero Coda, relatore della tesi di dottorato di Mancuso presso l'Università Lateranense, ha preso le distanze dalle conclusioni e dal metodo di Mancuso, non senza però dichiarare, in un'intervista al Foglio del 10 ottobre 2007, che L'anima e il suo destino «solleva la questione di come articolare la verità cristiana con le scoperte della scienza e dell'autocoscienza contemporanea», aggiungendo: «È come se dicesse alla teologia: vai al sodo. E alla cultura: accetta la sfida. Così Vito Mancuso apre un dibattito franco e rigoroso grazie a un libro intelligente e documentato, come del resto tutti quelli che ha scritto».
Pietro De Marco, sociologo della religione presso l’Istituto Superiore di Scienze Religiose e docente di Storia della Chiesa presso la Facoltà di Lettere dell'Università di Firenze, nel febbraio 2010 ha scritto: «il linguaggio di Mancuso è disarmante, non lo accetterei nella tesina di uno studente». Il suo «monismo energetico, disperante nella sua dogmaticità, può certamente apparire frutto di un tardo, sfilacciato New Age».

### Critiche filosofiche
Il filosofo della scienza Telmo Pievani accusa Mancuso di «uso filosofico, teologico e ideologico» della scienza, e sostiene che l'opera e la visione evoluzionistica di Mancuso sono, in sostanza, pseudoscientifiche per il suo finalismo, ampiamente rifiutato dal mondo scientifico nel suo insieme, e per il suo metodo, che fa uso, secondo lo stesso Pievani, di fallacia logica, in particolare di non sequitur. Una delle principali fallacie di Mancuso, secondo Pievani, consiste nel ritenere le idee filosofiche e religiose di alcuni scienziati, vicini al mondo cristiano o alle visioni New Age, come derivanti dalla loro opera scientifica piuttosto che dalle loro personali storie di vita che li hanno portati a posizioni religiose o a filosofie spiritualiste. Fallace, oltre che manipolativo, è anche l'uso delle idee di questi scienziati, idee che sono minoritarie e del tutto marginali nel mondo scientifico, per sostenere, contrariamente ai fatti, che la scienza sarebbe divisa sui temi spirituali, temi anch'essi rifiutati dalla scienza nel suo insieme. Inoltre le opinioni che Mancuso esprime, sempre secondo Pievani, sono di tipo neocreazionista perché egli, in sostanza, afferma che in natura esiste un grande piano bioamichevole che punta verso una dimensione trascendente dell'essere. A queste critiche Mancuso ha risposto con uno scritto pubblicato sul proprio sito e su MicroMega.

## Opere
- Hegel teologo e l'imperdonabile assenza del "Principe di questo mondo", Casale Monferrato, Piemme, 1996. ISBN 88-384-2559-0.
- Dio e l'angelo dell'abisso, ovvero la visione cristiana del mondo, prefazione di Mario Luzi, Roma, Città Nuova, 1997. ISBN 88-311-7414-2.
- Il dolore innocente. L'handicap, la natura e Dio, prefazione di Edoardo Boncinelli, Milano, Mondadori, 2002. ISBN 88-04-50961-9.
- Per amore. Rifondazione della fede, Mondadori, 2005.
- Il dolore innocente. L'handicap, la natura e Dio, prefazione di Edoardo Boncinelli, Feltre, lettore: Ezio Bianchi, Centro Internazionale del Libro Parlato. 2008.
- L'anima e il suo destino, prefazione di Carlo Maria Martini, Milano, Raffaello Cortina, 2007. ISBN 978-88-6030-118-5.
- Disputa su Dio e dintorni, con Corrado Augias, Milano, Mondadori, 2009. ISBN 978-88-04-59126-9.
- La vita autentica, Milano, Raffaello Cortina, 2009. ISBN 978-88-6030-299-1.
- Che cosa vuol dire morire. Sei grandi filosofi di fronte all'ultima domanda, con Remo Bodei, Roberta De Monticelli, Giovanni Reale, Aldo Schiavone, Emanuele Severino, Torino, Einaudi, 2010. ISBN 978-88-06-20099-2.
- Io e Dio. Una guida dei perplessi, Milano, Garzanti, 2011. ISBN 978-88-11-60129-6.
- Obbedienza e libertà. Critica e rinnovamento della coscienza cristiana, Roma, Fazi, 2012. ISBN 978-88-6411-576-4.
- Obbedienza e libertà. Critica e rinnovamento della coscienza cristiana, Feltre, lettore: Ezio Bianchi, Centro Internazionale del Libro Parlato, 2012
- Conversazioni con Carlo Maria Martini, con Eugenio Scalfari, Roma, Fazi, 2012. ISBN 978-88-6411-635-8.
- Ho sognato una Chiesa. L'eredità della vita e del pensiero del cardinal Martini, con Luigi Bettazzi, Don Andrea Gallo e Giuliano Pisapia, Roma, Aliberti, 2012. ISBN 978-88-6626-047-9.
- Il caso o la speranza? Un dibattito senza diplomazia, con Paolo Flores d'Arcais, Milano, Garzanti, 2013. ISBN 978-88-11-68459-6.
- Il principio passione. La forza che ci spinge ad amare, Milano, Garzanti, 2013. ISBN 978-88-11-60131-9.
- Sinai. La montagna sacra raccontata da due testimoni d'eccezione, con Nives Meroi, Milano, Fabbri, 2014. ISBN 978-88-915-0318-3.
- La vita segreta di Gesù. I vangeli apocrifi spiegati da Vito Mancuso, Milano, Garzanti, 2014. ISBN 978-88-11-68781-8.
- La vita segreta di Gesù. I vangeli apocrifi spiegati da Vito Mancuso, Feltre, lettore: Ezio Bianchi, Centro Internazionale del Libro Parlato, 2014
- Io Amo. Piccola filosofia dell'amore, Milano, Garzanti, 2014. ISBN 978-88-11-68260-8.Dio e il suo destino, Milano, Garzanti, 2015. ISBN 978-88-11-68261-5.
- Questa Vita, Milano, Garzanti, 2015. ISBN 978-88-11-68902-7.
- Questa Vita, Feltre, lettore: Ezio Bianchi, Centro Internazionale del Libro Parlato, 2015Dio e il suo destino, Milano, Garzanti, 2015. ISBN 978-88-11-68261-5.
- La bellezza, la legge e Dio, con Guido Rispoli, Trento, Il Margine, 2015. ISBN 978-88-6089-162-4.
- Obbedienza e libertà. Critica e rinnovamento della coscienza cristianaMilano, Garzanti, 2015. ISBN 978-88-11-68261-5
- Dio e il suo destino, Milano, Garzanti, 2015. ISBN 978-88-11-68261-5.
- Dio e il suo destino, Feltre, lettore: Ezio Bianchi, Centro Internazionale del Libro Parlato, 2015.
- Il coraggio di essere liberi, Milano, Garzanti, 2016. ISBN 978-88-11-68262-2.
- Il bisogno di pensare, Milano, Garzanti, 2017. ISBN 978-88-11-67569-3.
- Hegel teologo, Milano, Garzanti, 2018. ISBN 978-88-11-60194-4.
- La via della bellezza, Milano, Garzanti, 2018. ISBN 978-88-11-67571-6.
- La forza di essere migliori, Garzanti, 2019. ISBN 978-88-11-67573-0. Il coraggio e la paura, Garzanti, 2020 ISBN 978-88-11-81647-8.
- I quattro maestri, Garzanti, 2020, ISBN 978-88-11-81464-1.
- Cultura e scienza, con Marco Malvaldi e Guido Tonelli, Fano, Aras Edizioni, 2021
- A proposito del senso della vita, Garzanti 2021
- La mente innamorata, Garzanti 2022
- Etica per giorni difficili, Garzanti 2022

## Trasmissioni televisive e radiofoniche
Partecipazione a programmi radiofonici:
- Mancuso ha curato nell'anno 2008 cinque puntate della rubrica Damasco (Rai Radio 3) con trasmissioni su: Pavel Florenskij, Dietrich Bonhoeffer, Simone Weil, Etty Hillesum, Pierre Teilhard de Chardin.
- Mancuso ha partecipato (e condotto) in varie occasioni alla trasmissione radiofonica Uomini e Profeti di Rai Radio 3.

## Premi e onorificenze
- 2010 - Premio Capalbio dedicato all'etica e alla teologia per La vita autentica.
- 2012 - Reggio Calabria: Premio Nazionale Rhegium Julii "I. Falcomatà" dedicato alla saggistica con il volume Obbedienza e libertà. Critica e rinnovamento della coscienza cristiana.[11]
- 2014 - San Benedetto del Tronto: Premio Riviera delle Palme 2014 dedicato alla saggistica con il volume Io e Dio. Una guida dei perplessi.
- 2014 - Premio Cortina 2014 sezione montagna per Sinai, scritto insieme a Nives Meroi.
- 2015 - Premio Conad "Persone oltre le cose"
- 2017 - Premio Montale Fuori di Casa
- 2017 - Premio Cimitile 2017 come migliore opera edita nel settore saggistica con Il coraggio di essere liberi
- 2018 - Laurea Magistrale Honoris Causa in Giurisprudenza conferita dall'Università della Calabria
- 2018 - Premio “New Renaissance Award 2018”, Festival del Nuovo Rinascimento, Lucca
- 2019 - Premio “Centro Nazionale Ricerche e Studi Autobiografici”, Anghiari